# 통영대전고속도로
| 2001년 이전 고속국도 노선 (기종점은 2001년 8월 24일 이전을 기준으로 함) | 2001년 이전 고속국도 노선 (기종점은 2001년 8월 24일 이전을 기준으로 함) | 2001년 이전 고속국도 노선 (기종점은 2001년 8월 24일 이전을 기준으로 함) |
| ----------------------------------------------------------------------- | ----------------------------------------------------------------------- | ----------------------------------------------------------------------- |
| 노선 기호와 사용 연도                                                   |                                                                         | 17                                                                      |
| 노선 기호와 사용 연도                                                   | 1996년 ~ 1997년                                                         | 1997년 ~ 2001년                                                         |
| 노선명                                                                  | 대전통영고속도로 (고속국도 제17호선)                                    | 대전통영고속도로 (고속국도 제17호선)                                    |
| 기점                                                                    | 대전광역시 동구                                                         | 대전광역시 동구                                                         |
| 종점                                                                    | 경상남도 통영시                                                         | 경상남도 통영시                                                         |

통영대전고속도로(統營大田高速道路, 고속국도 제35호선의 일부)는 경상남도 통영시를 기점으로, 대전광역시 동구를 종점으로 하여 남북을 잇는 대한민국의 고속도로이다. 2001년 고속국도 체계 변경으로 중부고속도로와 같이 고속국도 제35호를 부여받았다. 본래 대전통영고속도로(종전 고속국도 제17호선)였으나, 이듬해인 2002년에 현재의 이름으로 바꾸었다.

## 역사
- 1992년 3월 : 함양 분기점 ~ 진주 분기점 구간 착공
- 1992년 4월 29일 : 대전직할시 동구 대별동 ~ 경상남도 진양군 정촌면 구간을 고속국도 제17호선 대전 ~ 진주고속도로(대전 ~ 진주선)으로 지정[1]
- 1992년 7월 23일 : 대전 ~ 진주고속도로 서진주 ~ 진주 구간 신설을 위해 경상남도 진주시 판문동 ~ 진양군 정촌면 화개리 9.3km 구간 도로구역 결정[2][3]
- 1992년 12월 31일 : 대전 ~ 진주고속도로 신설을 위해 경상남도 진양군 명석면 ~ 진주시 판문북동 10.2km 구간 도로구역 결정[4]
- 1994년 11월 4일 : 2003년 12월까지 대전 ~ 진주고속도로 안의 ~ 함양 구간 신설을 위해 경상남도 함양군 서하면 다곡리 ~ 유림면 대궁리 18.22km 구간 도로구역 결정[5]
- 1995년 1월 1일 : 종점을 '경상남도 진양군 정촌면'에서 '경상남도 진주시 정촌면'으로 변경[6]
- 1995년 1월 25일 : 2003년까지 대전 ~ 진주고속도로 무주 ~ 함양 구간 신설을 위해 전라북도 무주군 안성면 장기리 ~ 경상남도 함양군 서하면 다곡리 32.399km 구간 도로구역 결정[7]
- 1995년 7월 13일 : 1999년 12월까지 대전 ~ 진주고속도로 금산 ~ 무주 구간 신설을 위해 충청남도 금산군 제원면 수당리 ~ 전라북도 무주군 무주읍 가옥리 19.83km 구간 도로구역 결정[8]
- 1995년 11월 15일 : 무주 나들목 ~ 함양 분기점 구간 착공
- 1995년 12월 : 비룡 분기점 ~ 무주 나들목 구간 착공
- 1996년 7월 1일 : 기점을 '대전직할시 동구 대별동'에서 '대전광역시 동구 대별동'으로 변경, 종점을 '경상남도 진주시 정촌면'에서 '경상남도 통영시 용남면'으로 연장함. 이에 따라 '대전 ~ 진주선'에서 대전 ~ 통영고속도로(대전 ~ 통영선)가 됨.[9]
- 1996년 9월 30일 : 1998년 12월까지 서진주 나들목 요금소 설치를 위해 경상남도 진주시 판문동 1.22km 구간 도로구역 변경[10]
- 1996년 12월 20일 : 진주 분기점 ~ 서진주 나들목 구간 개통[11]
- 1997년 1월 13일 : 2000년 12월까지 대전 ~ 진주고속도로 대전 ~ 금산 구간 신설을 위해 대전광역시 동구 대별동 ~ 충청남도 금산군 제원면 수당리 23.77km 구간 도로구역 결정[12]
- 1997년 4월 24일 : 1998년 12월까지 함양 요금소 설치를 위해 경상남도 함양군 수동면 화산리 624m 구간 도로구역 변경[13]
- 1997년 5월 1일 : 2003년까지 대전 ~ 통영고속도로 진주 ~ 통영 구간 신설을 위해 경상남도 진주시 정촌면 화개리 ~ 고성군 영현면 신분리 13.6km 구간, 경상남도 고성군 대가면 금산리 ~ 통영시 광도면 황리 11.4km 구간 도로구역 결정[14]
- 1997년 5월 22일 : 1998년 12월까지 산청휴게소 확장 공사를 위해 경상남도 산청군 단성면 방목리 440m 구간 도로구역 변경[15]
- 1997년 8월 9일 : 2001년 12월까지 대전 ~ 통영고속도로 무주 ~ 죽천 구간 신설을 위해 전라북도 무주군 무주읍 가옥리 ~ 안성면 장기리 14.08km 구간 도로구역 결정[16]
- 1998년 2월 2일 : 1999년 12월까지 대전 ~ 통영고속도로 금산 ~ 무주 구간 제4공구 종단선형 조정으로 충청남도 금산군 부리면 선원리 ~ 현내리 4.0km 구간 도로구역 변경[17]
- 1998년 8월 17일 : 장계 분기점 건설로 인해 기존 장계 나들목 건설 계획이 취소되어 전라북도 장수군 장계면 송천리 ~ 삼봉리 2.28km 구간 도로구역 해제[18]
- 1998년 10월 22일 : 서진주 나들목 ~ 함양 분기점 49.8km 구간 개통[19]
- 1999년 3월 11일 : 죽천 나들목 요금소 위치 및 연결도로 차로수 변경을 위해 전라북도 무주군 안성면 죽천리 구간 도로구역 변경[20]
- 1999년 5월 31일 : 2000년 12월까지 금산휴게소 확장 공사를 위해 대전광역시 동구 대별동 ~ 충청남도 금산군 제원면 수당리 23.77km 구간 도로구역 변경[21]
- 1999년 7월 6일 : 2004년까지 진주 ~ 통영 구간 (제22공구) 신설을 위해 경상남도 고성군 영현면 신분리 ~ 대가면 금산리 10.65km 구간 도로구역 결정[22]
- 1999년 9월 4일 : 2001년 12월까지 무주휴게소 확장 공사를 위해 전라북도 무주군 안성면 장기리 ~ 경상남도 함양군 서하면 다곡리 32.399km 구간 도로구역 변경[23]
- 1999년 9월 6일 : 비룡 분기점 ~ 판암 나들목 3.3km 구간(대전남부순환고속도로 중첩 구간) 개통[24]
- 1999년 12월 9일 : 2004년까지 진주 ~ 통영 구간 (제24공구) 시·종점부 신설을 위해 경상남도 통영시 광도면 황리 ~ 안정리 3.57km 구간과 통영시 광도면 노산리 ~ 용남면 동달리 4.21km 구간 도로구역 결정[25]
- 2000년 8월 5일 : 진주 ~ 통영 구간 중 사천시 구간 노선 변경으로 인해 경상남도 진주시 정촌면 화개리 ~ 사천시 사천읍 금곡리 7.16km 구간 도로구역 변경[26]
- 2000년 10월 9일 : 2001년 12월까지 서상 나들목, 안의 나들목 요금소 위치 변경 및 함양휴게소 확장 공사를 위해 전라북도 무주군 안성면 장기리 ~ 경상남도 함양군 유림면 대궁리 50.62km 구간 도로구역 변경[27]
- 2000년 12월 22일 : 판암 나들목 ~ 무주 나들목 42.6km 구간 개통[28]
- 2001년 7월 24일 : 서진주 나들목 부근에서 진주 관광버스 추락 사고가 발생했다.
- 2001년 8월 25일 : 기점과 종점을 각각 대전 → 통영에서 통영 → 대전으로 변경. 중부고속도로와 함께 노선번호를 제35호로 변경, 경부고속도로와 중복 구간(대전광역시 동구) 지정.[29]
- 2001년 11월 21일 : 함양 분기점 ~ 무주 나들목 59.4km 구간 개통[30]
- 2002년 1월 17일 : 2005년 12월까지 옥천사 나들목 형식 변경을 위해 경상남도 고성군 영오면 오서리 구간 도로구역 변경[31]
- 2002년 4월 13일 : 2005년까지 진주 ~ 통영 구간 (제24공구) 광도면 통과 구간 신설을 위해 경상남도 통영시 광도면 우동리 ~ 죽림리 4.75km 구간 도로구역 결정[32]
- 2002년 12월 5일 : 대통령령에 의해 고속도로 명칭을 대전통영고속도로에서 통영대전고속도로로 변경[33]
- 2005년 12월 12일 : 동통영 나들목 ~ 진주 분기점 47.89km 구간 개통[34]
- 2007년 1월 1일 : 동통영 나들목을 통영 나들목으로, 동통영 요금소를 통영 요금소로, 통영 나들목을 북통영 나들목으로 명칭 변경[35]
- 2010년 12월 28일 : 도로명주소에 통영 나들목부터 비룡 분기점까지 215.25 km 구간을 통영대전고속도로로 고시[36]
- 2015년 3월 27일 : 국토교통부고시로 기점을 '경상남도 통영시 용남면 동달리', 종점을 '대전광역시 동구 비룡동'으로 명시, 경부고속도로와 중복 구간 삭제.[37]
- 2019년 4월 4일 : 2020년 12월까지 하남방향 무주졸음쉼터 신설을 위해 전라북도 무주군 적상면 삼가리 810m 구간 도로구역 변경[38]
- 2020년 9월 25일 : 인삼랜드휴게소가 금산인삼랜드휴게소로 명칭 변경[39]

## 중부고속도로와의 노선 번호 중복
2001년 고속도로 개편으로 인하여 노선 번호를 공유하게 된 중부고속도로와 같은 고속도로로 표기되는 경우도 볼 수 있다. 교통방송 등에서는 중부고속도로와 기종점을 공유하는 통영~하남 간 고속국도 제35호선 정도로 설명되고 있다.
하지만 두 고속도로는 고속국도노선지정령에 의해 엄연한 별개의 고속도로로 지정되어 있다. 비슷하게 노선번호가 동일함에도 별개로 둔 경우는 무안광주고속도로 와 광주대구고속도로 그리고 용인서울고속도로와 오산화성고속도로 등이 있다. 한편 남해고속도로는 영암~순천 구간과 서순천~부산 구간이 분리되어 있음에도 불구하고 단일 노선으로 지정되어 있다.
2001년에 노선 번호를 공유하는 익산포항고속도로, 서산영덕고속도로, 중부내륙고속도로, 영동고속도로, 중앙고속도로, 동해고속도로 등은 명칭이 통일되었음에도 불구하고, 중부고속도로와 통영대전고속도로를 별개로 놔둔 이유는, 당초 1987년 중부고속도로를 건설할 당시 이 고속도로의 명칭이 서울과 대전을 잇는, '중부지방을 가로지르는 고속도로'라는 의미로 명명된 명칭이기 때문이다.
무안광주고속도로와 광주대구고속도로, 오산화성고속도로와 용인서울고속도로처럼 노선번호만 같고 별개의 고속도로인 경우 기종점 합산도 별개로 하고 있지만, 고속국도 제35호선은 통영을 기점으로 거리를 계산하기도 한다. 실제로 중부고속도로 우측에 설치된 거리 표지는 통영을 기준으로 하고 있다.
고속국도 제35호선 전체를 봤을 경우의 길이는 332.53 km가 된다. 동서울 방면으로 주행했을 때, 하남 분기점 끄트머리 오른편에 위치판 '동서울 0km'라는 표지판 바로 앞에 위치하고 있는 표지판에 표시되어 있다.

## 구성
차로수
- 전 구간 왕복 4차로 (대전남부순환고속도로 중첩 구간 포함)

총연장
- 215.3 km

제한속도
- 전 구간 최고 100 km/h, 최저 50 km/h (대전남부순환고속도로 중첩 구간 포함)

### 터널
| 터널 이름  | 소재지                              | 길이   | 준공 년도 | 비고      |
| ---------- | ----------------------------------- | ------ | --------- | --------- |
| 통영3터널  | 경상남도 통영시 광도면 노산리       | 282m   | 2005년    | 하남 방면 |
| 통영3터널  | 경상남도 통영시 광도면 노산리       | 273m   | 2005년    | 통영 방면 |
| 통영2터널  | 경상남도 통영시 광도면 우동리       | 1,628m | 2005년    | 하남 방면 |
| 통영2터널  | 경상남도 통영시 광도면 안정리       | 1,620m | 2005년    | 통영 방면 |
| 통영1터널  | 경상남도 통영시 광도면 안정리       | 533m   | 2005년    | 하남 방면 |
| 통영1터널  | 경상남도 통영시 광도면 황리         | 539m   | 2005년    | 통영 방면 |
| 고성3터널  | 경상남도 고성군 대가면 송계리       | 832m   | 2005년    | 하남 방면 |
| 고성3터널  | 경상남도 고성군 대가면 송계리       | 852m   | 2005년    | 통영 방면 |
| 고성2터널  | 경상남도 고성군 영현면 신분리       | 1,781m | 2005년    | 하남 방면 |
| 고성2터널  | 경상남도 고성군 영현면 신분리       | 1,736m | 2005년    | 통영 방면 |
| 고성1터널  | 경상남도 고성군 영현면 신분리       | 1,192m | 2005년    |           |
| 사천3터널  | 경상남도 사천시 사천읍 장전리       | 531m   | 2005년    | 하남 방면 |
| 사천3터널  | 경상남도 사천시 사천읍 장전리       | 535m   | 2005년    | 통영 방면 |
| 사천2터널  | 경상남도 사천시 사천읍 장전리       | 497m   | 2005년    | 하남 방면 |
| 사천2터널  | 경상남도 사천시 사천읍 장전리       | 501m   | 2005년    | 통영 방면 |
| 사천1터널  | 경상남도 사천시 사천읍 두량리       | 475m   | 2005년    |           |
| 신율터널   | 경상남도 진주시 내동면 신율리       | 230m   | 1996년    | 하남 방면 |
| 신율터널   | 경상남도 진주시 내동면 신율리       | 225m   | 1996년    | 통영 방면 |
| 독산터널   | 경상남도 진주시 내동면 독산리       | 445m   | 1996년    | 하남 방면 |
| 독산터널   | 경상남도 진주시 내동면 독산리       | 470m   | 1996년    | 통영 방면 |
| 산청3터널  | 경상남도 산청군 단성면 묵곡리       | 580m   | 1998년    | 하남 방면 |
| 산청3터널  | 경상남도 산청군 단성면 묵곡리       | 520m   | 1998년    | 통영 방면 |
| 산청2터널  | 경상남도 산청군 단성면 강누리       | 514m   | 1998년    |           |
| 산청1터널  | 경상남도 산청군 신안면 외송리       | 204m   | 1998년    |           |
| 함양터널   | 경상남도 함양군 서하면 황산리       | 1,455m | 2001년    | 하남 방면 |
| 함양터널   | 경상남도 함양군 서하면 황산리       | 1,505m | 2001년    | 통영 방면 |
| 육십령터널 | 경상남도 함양군 서상면 금당리       | 3,170m | 2001년    |           |
| 오동터널   | 전북특별자치도 장수군 장계면 오동리 | 530m   | 2001년    | 하남 방면 |
| 오동터널   | 전북특별자치도 장수군 장계면 오동리 | 535m   | 2001년    | 통영 방면 |
| 집재터널   | 전북특별자치도 장수군 계북면 매계리 | 380m   | 2001년    |           |
| 오도재터널 | 전북특별자치도 무주군 적상면 삼가리 | 1,148m | 2001년    | 하남 방면 |
| 오도재터널 | 전북특별자치도 무주군 적상면 삼가리 | 1,126m | 2001년    | 통영 방면 |
| 적상터널   | 전북특별자치도 무주군 적상면 삼가리 | 540m   | 2001년    | 하남 방면 |
| 적상터널   | 전북특별자치도 무주군 적상면 삼가리 | 520m   | 2001년    | 통영 방면 |
| 가옥터널   | 전북특별자치도 무주군 무주읍 가옥리 | 640m   | 2001년    | 하남 방면 |
| 가옥터널   | 전북특별자치도 무주군 무주읍 가옥리 | 620m   | 2001년    | 통영 방면 |
| 마달터널   | 충청남도 금산군 추부면 요광리       | 660m   | 2000년    | 하남 방면 |
| 마달터널   | 충청남도 금산군 추부면 요광리       | 720m   | 2000년    | 통영 방면 |

### 교량
- 광도대교
- 광도천교
- 수직교
- 대촌교
- 안정교
- 황리교
- 신용교
- 송산육교
- 가려2교
- 고성천교
- 마암교
- 금산육교
- 금산교
- 척정교
- 대가교
- 신분교
- 영천강2교
- 오서교
- 두문2교
- 금곡1교
- 두량1교
- 관봉교
- 소곡2교
- 소곡1교
- 화개교
- 내동교
- 독산교
- 진주대교
- 서재1교
- 서현교
- 오미교
- 목곡교
- 퇴옹교
- 경호강6교
- 방목3교
- 방목2교
- 방목1교
- 경호강5교
- 삼거교
- 신기교
- 자신2교
- 자신1교
- 정곡천교
- 경호강4교
- 내리육교
- 경호강3교
- 경호강2교
- 매촌2교
- 매촌육교
- 특리2교
- 특리1교
- 갈전교
- 경호강1교
- 남강천3교
- 남강천2교
- 남강천1교
- 주곡육교
- 다곡육교
- 월강1교
- 금덕2교
- 원촌교
- 양악교
- 죽천교
- 구량천교
- 삼가2교
- 삼가1교
- 사내교
- 서창교
- 적상천3교
- 적상천2교
- 적상천1교
- 주동교
- 공정교
- 용포2교
- 양곡교
- 선원1교
- 창평교
- 호티3교
- 호티2교
- 호티1교
- 외부교
- 대암2교
- 대암1교
- 장대교
- 자부교
- 요광교
- 적문교
- 구도2교
- 남대전IC2교
- 구도1교
- 산내JCT교
- 대별2교
- 대별1교
- 대별3교
- 가오교
- 판암IC교
- 산정교
- 세천2교
- 세천3교

## 나들목 · 분기점
- 여기서 숫자는 진출입교차점 (IC 및 JC) 번호를 말하고, TG는 요금소(Tollgate), SA는 휴게소(Service Area)를 뜻한다.
- 거리의 단위는 km이다.
- 중첩 구간은 번호란의 배경색을 참조.
  - 연한 파란색(■): 대전남부순환고속도로 중첩 구간

| 번호                     | 이름               | 로마자 이름               | 구간 거리 | 누적 거리 | 접속 노선 | 소재지         | 소재지 | 비고                                                |
| ------------------------ | ------------------ | ------------------------- | --------- | --------- | --- | -------------- | ------ | --------------------------------------------------- |
| 1                        | 통영               | Tongyeong                 | -         | 0.00      | 국도 제14호선 (남해안대로) 국가지원지방도 제58호선 (남해안대로) | 경상남도       | 통영시 | 구 동통영 나들목                                    |
| TG                       | 통영 요금소        | Tongyeong TG              |           |           | | 경상남도       | 통영시 | 본선요금소 구 동통영 요금소                         |
| 2                        | 북통영             | N.Tongyeong               | 4.39      | 4.39      | 국도 제14호선 (남해안대로) 국도 제77호선 (남해안대로·안정로) 국가지원지방도 제58호선 (남해안대로) 국가지원지방도 제67호선 (남해안대로·안정로) 지방도 제1021호선 (남해안대로·안정로) | 경상남도       | 통영시 | 하남방향 진입과 통영방향 진출만 가능 구 통영 나들목 |
| 3                        | 동고성             | E.Goseong                 | 10.17     | 14.56     | 국도 제77호선 (안정로) 지방도 제1009호선 (거류로·공단로) | 경상남도       | 고성군 |                                                     |
| 4                        | 고성               | Goseong                   | 5.17      | 19.73     | 국도 제14호선 (남해안대로) | 경상남도       | 고성군 |                                                     |
| SA                       | 고성공룡나라휴게소 | Goseong Gongnyong Nara SA |           |           | | 경상남도       | 고성군 | 양방향                                              |
| 5                        | 연화산             | Yeonhwasan                | 17.23     | 36.96     | 국가지원지방도 제30호선 (영회로) 지방도 제1002호선 (영회로) 지방도 제1009호선 (대가로·영회로)                                                                                       | 경상남도       | 고성군 |                                                     |
| 6                        | 진주 분기점        | Jinju JC                  | 10.93     | 47.89     | 10호선 남해고속도로 | 경상남도       | 진주시 |                                                     |
| 7                        | 서진주             | W.Jinju                   | 7.51      | 55.40     | 국도 제2호선 (망경로·순환로) 국도 제3호선 (순환로) 서장대로 | 경상남도       | 진주시 |                                                     |
| 8                        | 단성               | Danseong                  | 15.49     | 70.89     | 국도 제20호선 (지리산대로) 지방도 제1049호선 (목화로·성철로) | 경상남도       | 산청군 |                                                     |
| SA                       | 산청휴게소         | Sancheong SA              |           |           | | 경상남도       | 산청군 | 양방향                                              |
| 9                        | 산청               | Sancheong                 | 18.58     | 89.47     | 국도 제3호선 (산청대로) 국도 제59호선 (친환경로) 국가지원지방도 제60호선 (친환경로)                                                                                                 | 경상남도       | 산청군 |                                                     |
| 10                       | 생초               | Saengcho                  | 7.38      | 96.85     | 국도 제3호선 (산청대로) 지방도 제1034호선 (경호로·산수로) | 경상남도       | 산청군 |                                                     |
| 11                       | 함양 분기점        | Hamyang JC                | 8.33      | 105.18    | 12호선 광주대구고속도로 | 경상남도       | 함양군 |                                                     |
| SA                       | 함양휴게소         | Hamyang SA                |           |           | | 경상남도       | 함양군 | 양방향                                              |
| 12                       | 지곡               | Jigok                     | 6.43      | 111.61    | 국도 제24호선 (함양로) | 경상남도       | 함양군 |                                                     |
| 13                       | 서상               | Seosang                   | 13.88     | 125.49    | 국도 제26호선 (육십령로) 국가지원지방도 제37호선 (육십령로) 서상로 | 경상남도       | 함양군 |                                                     |
| 14                       | 장수 분기점        | Jangsu JC                 | 9.60      | 135.09    | 20호선 새만금포항고속도로 | 전북특별자치도 | 장수군 |                                                     |
| SA                       | 덕유산휴게소       | Deogyusan SA              |           |           | | 전북특별자치도 | 무주군 | 양방향                                              |
| 15                       | 덕유산             | Deogyusan                 | 14.46     | 149.55    | 국도 제19호선 (무주로·장무로) 지방도 제727호선 (덕유산로) | 전북특별자치도 | 무주군 |                                                     |
| 16                       | 무주               | Muju                      | 16.03     | 165.58    | 국도 제19호선 (무주로) 국도 제30호선 (무주로) 국도 제37호선 (무금로·무주로) | 전북특별자치도 | 무주군 |                                                     |
| 17                       | 금산               | Geumsan                   | 19.16     | 184.74    | 국가지원지방도 제68호선 (인삼로) 지방도 제601호선 (군북로·금강로) | 충청남도       | 금산군 |                                                     |
| SA                       | 금산인삼랜드휴게소 | Geumsan Insam Land SA     |           |           | | 충청남도       | 금산군 | 양방향 고속버스 환승 가능                           |
| 18                       | 추부               | Chubu                     | 11.28     | 196.02    | 국도 제17호선 (금산로) 국도 제37호선 (금산로) | 충청남도       | 금산군 |                                                     |
| 19                       | 남대전             | S.Daejeon                 | 8.42      | 204.44    | 국도 제17호선 (금산로·대전로) | 대전광역시     | 동구   |                                                     |
| 20                       | 산내 분기점        | Sannae JC                 | 3.29      | 207.73    | 300호선 대전남부순환고속도로 | 대전광역시     | 동구   | 서대전방향 진출시 호남고속도로지선 간접 연결        |
| 21                       | 판암               | Panam                     | 4.14      | 211.87    | 국도 제4호선 (옥천로) | 대전광역시     | 동구   |                                                     |
| 22                       | 비룡 분기점        | Biryong JC                | 3.38      | 215.25    | 1호선 경부고속도로 300호선 대전남부순환고속도로 | 대전광역시     | 동구   |                                                     |
| 이후는 중부고속도로 참고 |                    |                           |           |           | |                |        |                                                     |

## 주요 통과지
경상남도
- 통영시 (용남면 - 광도면) - 고성군 (거류면 - 고성읍 - 마암면 - 대가면 - 영현면) - 진주시 금곡면 - 고성군 영오면 - 진주시 금곡면 - 사천시 사천읍 - 진주시 (정촌면 - 내동면 - 평거동 - 판문동 - 명석면) - 산청군 (단성면 - 신안면 - 산청읍 - 금서면 - 생초면) - 함양군 (유림면 - 수동면 - 함양읍 - 지곡면 - 서하면 - 서상면)

전북특별자치도
- 장수군 (장계면 - 계북면) - 무주군 (안성면 - 적상면 - 무주읍 - 부남면)

충청남도
- 금산군 (부리면 - 제원면 - 군북면 - 금성면 - 추부면)

대전광역시
- 동구 (삼괴동 - 구도동 - 대별동 - 대성동 - 가오동 - 판암동 - 삼정동 - 세천동 - 비룡동 - 신상동 - 비룡동)

## 구간 과속 단속
- 산청 휴게소 부근 경호강4교 입구 ~ 경호강5교 출구 구간 (하행선 통영 방향 7.5km, 2009년 1월부터 시행)[45]
- 오두재터널 ~ 가옥터널 입구 구간 (상행선 대전 방향 10.1km, 2014년부터 시행)
- 서상 나들목 ~ 함양터널 입구 구간 (하행선 통영 방향 9km)

## 같이 보기
- 고속국도 제35호선
  - 중부고속도로

## 사진

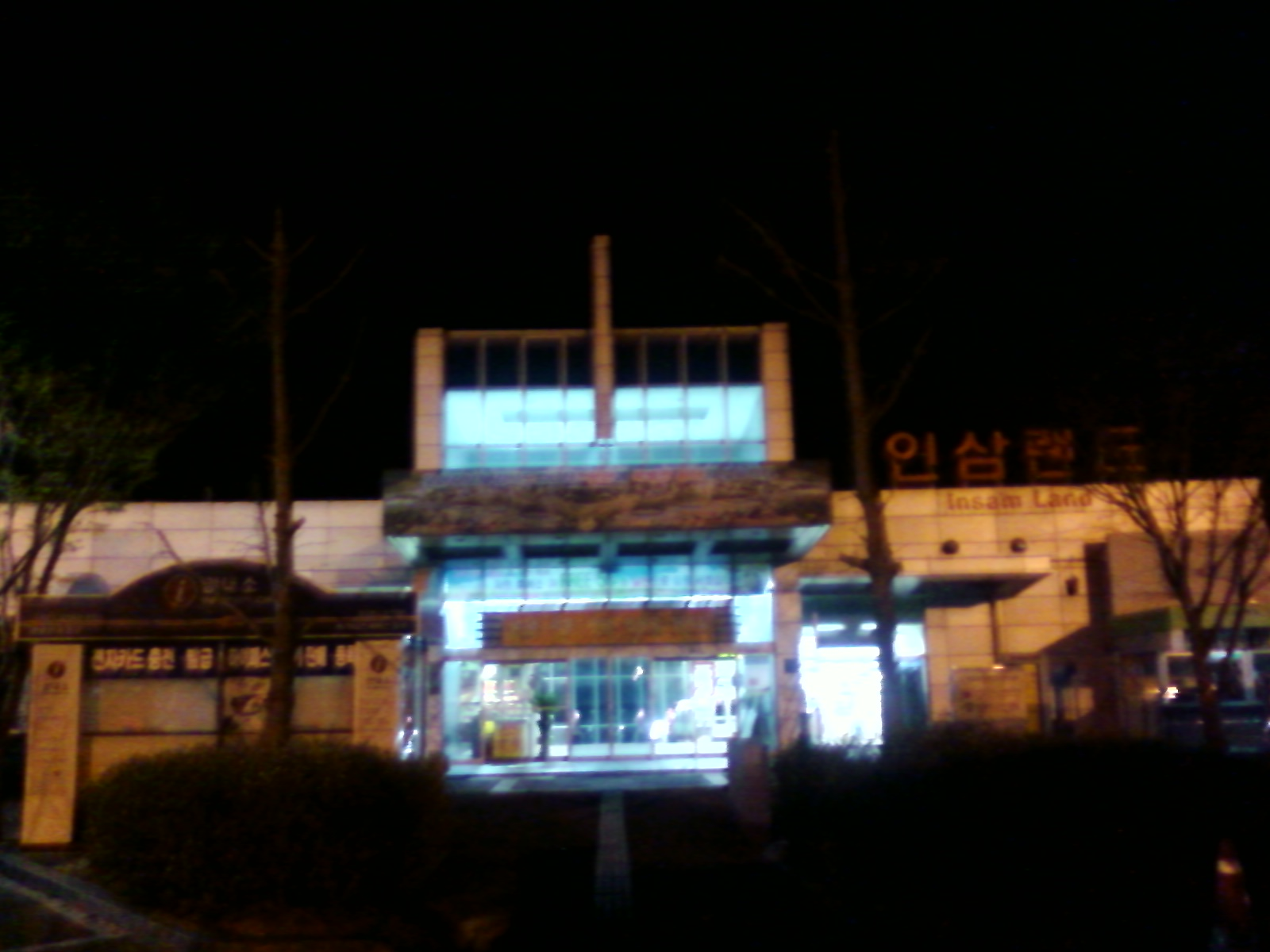
금산인삼랜드휴게소 (야간)
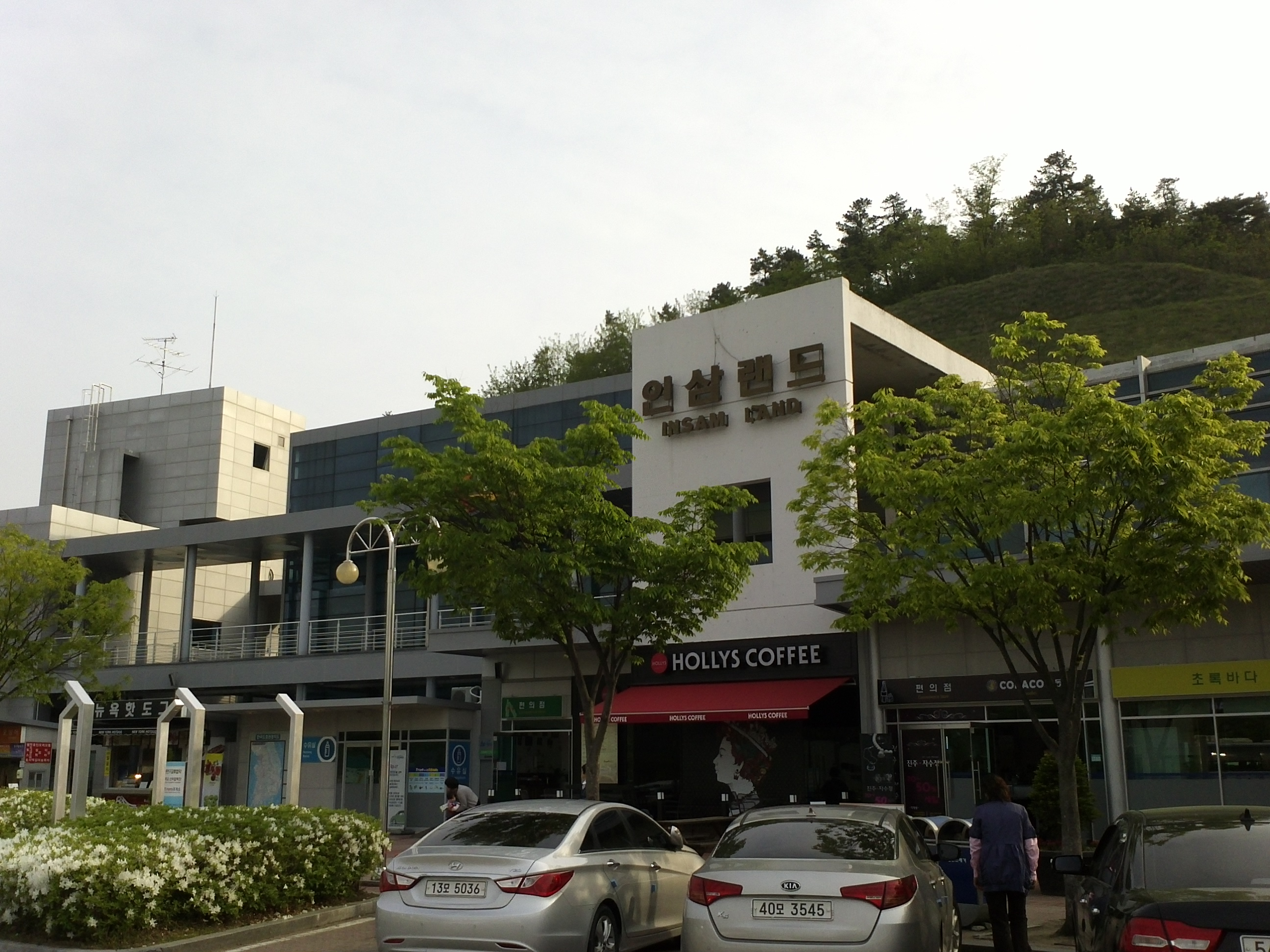
금산인삼랜드휴게소 (주간)